# Dioscorea bosseri
Dioscorea bosseri là một loài thực vật có hoa trong họ Dioscoreaceae. Loài này được Haigh & Wilkin mô tả khoa học đầu tiên năm 2005.